# Батир (Молдова)
Батир (рум. Batîr) — село в Молдові в Чимішлійському районі. Утворює окрему комуну. Поблизу села бере початок річка Сака.

## Історія
Нинішнє село було засноване 1808 року, коли 48 молдавських селянських сімей переселилися сюди після відходу татар із Бессарабії. У 1822 р. оселилися також 10 русинських селянських сімей з прізвищами Ревенко, Малашенко, Гирик, Грижук, Тодорович, Грушицький (також Грушинський), Підкормежний (також Керницький и Закерничний) та Весельний (також Веселий).